# Retro (album KMFDM)
Retro - album kompilacyjny niemieckiego zespołu industrialnego KMFDM, wydany w celach promocyjnych w 1996 roku i na sprzedaż 17 listopada 1998 roku. Zawiera bardziej znane utwory zespołu.

## Lista utworów
1. "Power" (z XTOЯT) - 5:26
2. "Juke Joint Jezebel" (z Nihil) - 5:40
3. "Brute" (z Nihil) - 4:25
4. "A Drug Against War" (z Angst) - 3:43
5. "Light" (z Angst) - 6:06
6. "Money" (z Money) - 5:27
7. "Vogue" (z Money) - 4:04
8. "Godlike (Doglike)" (oryginalny tytuł: "Godlike (Doglike Mix)") (z Naïve: Go to Hell) - 5:37
9. "Virus (Pestilence)" (oryginalny tytuł: "Virus (Pestilence Mix)") (z Naïve: Go to Hell) - 5:07
10. "Liebeslied - Leibesleid" (oryginalny tytuł: "Liebeslied (Infringement Mix)") (z Naïve: Go to Hell) - 4:38
11. "More & Faster" (oryginalny tytuł: "More & Faster 243") (z UAIOE) - 2:53
12. "Rip the System!" (oryginalny tytuł: "Rip the System (Duck & Cover Mix)") (z UAIOE) - 3:16
13. "What Do You Know, Deutschland?" (z What Do You Know, Deutschland?) - 5:34
14. "Don't Blow Your Top" (z Don't Blow Your Top) - 3:39